# Broch de Crosskirk
Le broch de Crosskirk est un site fortifié situé dans le village de Crosskirk, région de Caithness, en Écosse. Le broch est construit vers 200 av. J.-C., au cours de l'âge du fer britannique.
Le site archéologique de Crosskirk, comprenant le rempart sud du broch, les vestiges de la chapelle St Mary (nl) ainsi qu'une nécropole quadrangulaire ont bénéficié d'une protection au titre de Scheduled monument en 1995,.

## Situation et environnement archéologique

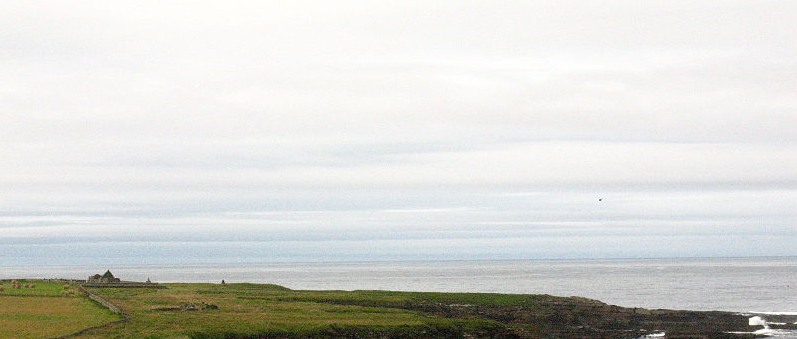
Environs du site du broch de Crosskirk.

Le site est localisé à l'extrémité d'un promontoire, le Lybster Hill, à Crosskirk (en), un village faisant partie de la paroisse de Reay (en), et situé dans la partie nord-est du district de Caithness, dans le Highland,. Le promontoire est encadré par un geo (en) (le Chapel geo), à l'ouest, et par une baie, à l'est,.
Le site de Crosskirk est établi à une distance de 8 km de Thurso, en axe est. Il repose sur une assise géologique composée de vieux grès rouges, formation soumise à l'érosion. Une partie du site affleure une falaise surplombant la mer à une hauteur variant entre 12 et 15 m,.
Au sein du village de Crosskirk se trouvent deux autres brochs situés pour l'un à 800 m en axe sud/sud-est et pour l'autre à 1 100 m en axe sud-ouest du site. Au sein d'un périmètre de 5 × 6 km situé aux environs du site de Crosskirk, 15 brochs ont été identifiés.

## Historique

### Périodes stratigraphiques du site de Crosskirk
Horace Fairhurst, qui a été chargé d'organiser les fouilles de Crosskirk dans les années 1960 et 1970, subdivise la stratigraphie du site archéologique en cinq périodes distinctes : 
- la première période, avec la construction et l'utilisation d'un éperon barré, qui correspond à l'époque précédent[pas clair] ;
- la seconde période, qui correspond à la construction du broch et à sa première phase d'utilisation ;
- la troisième période, qui correspond à la seconde phase d'utilisation du broch ainsi qu'à son agrandissement et la mise en place d'un établissement entourant le broch ;
- la quatrième période et troisième phase d'utilisation du broch, période qui correspond au remaniement de l'intérieur de la tour en pierres sèches ainsi qu'à l'aménagement d'un accès dans l'éperon barré ;
- la cinquième et dernière période qui correspond à la fondation de plusieurs tombes au sein du broch ainsi qu'à la construction d'une chapelle[16].

Des « ambiguïtés » sont cependant relevées dans la séquence stratigraphique établie par Fairhurst.

#### Période I
Un rempart naturel défendant le site de Crosskirk a probablement été utilisé au plus tôt dès la première moitié du Ier millénaire av. J.-C. L'éperon barré de Crosskirk serait déjà existant au tournant des Ve et IVe siècles av. J.-C., comme pourraient l'indiquer des résidus domestiques mis en évidence sous une dalle et datés de 430 ± 45 av. J.-C.,, Utilisé de façon régulière comme refuge, le premier établissement fortifié de Crosskirk ne présente pas de continuité d'occupation.
La première période du site est documentée par des céramiques carénées, dont quelques-unes à vernis noir,,. L'âge de ces poteries a été évalué par datations au 14C non calibrées aux environs de 600-500 av. J.-C.,

#### Période II
La période II est marquée par la construction du broch et sa première phase d'occupation,,. La construction de la tour fortifiée est datée aux environs de 200 av. J.-C.,,.
À cette époque, l'érection d'un habitat fortifié défendu par l'éperon barré peut être corrélée avec une évolution politique ou sociale.

## Mobilier
Les fouilles du site de Crooskirk ont permis de retrouver un anneau en bronze. L'objet a été mis en évidence dans le plancher du broch.

## Pour approfondir